# Justus Heinrich Hansen

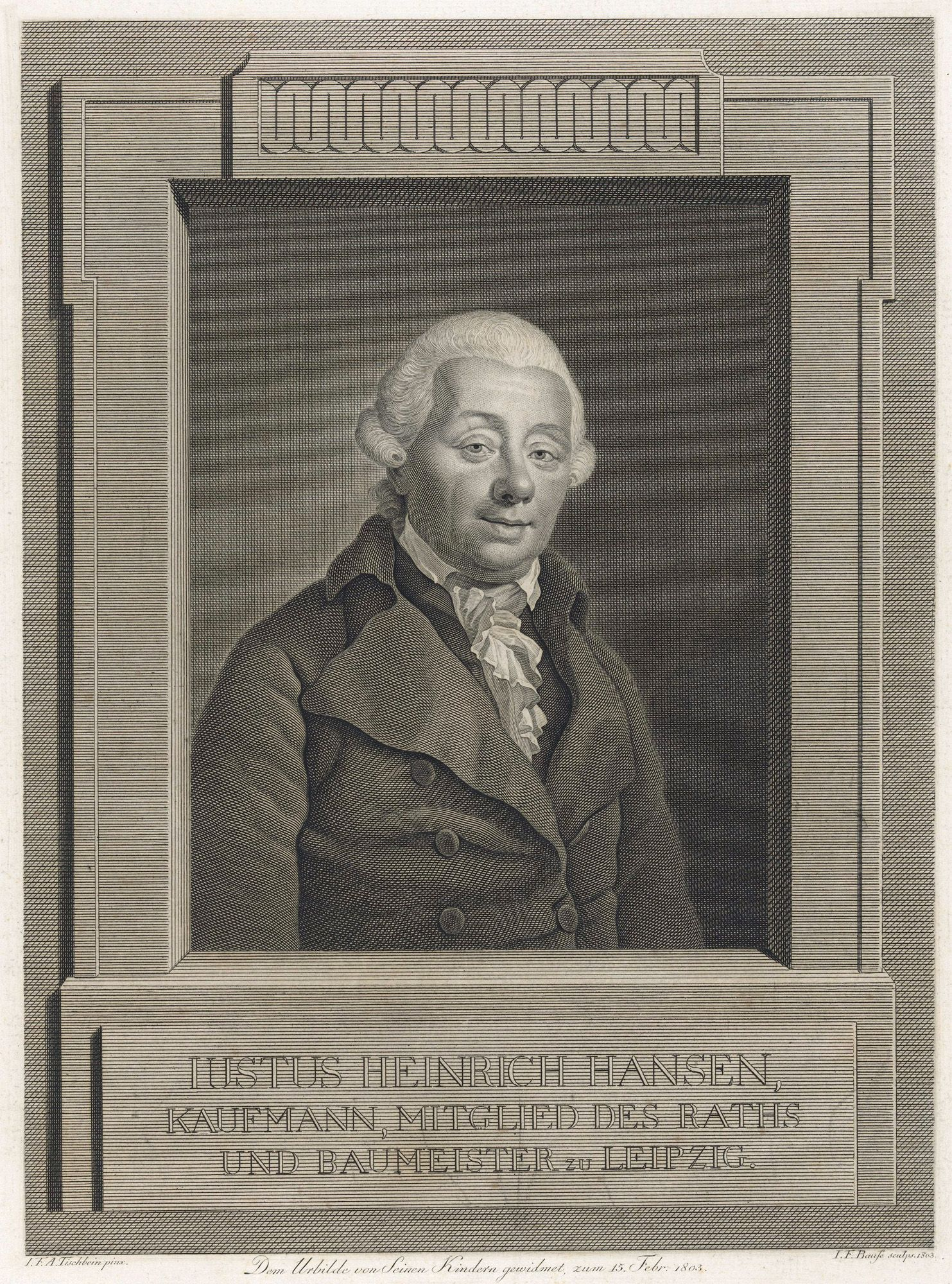
Porträt Justus Heinrich Hansen

Justus Heinrich Hansen (* 15. Februar 1737 in Leipzig; † 22. März 1807 ebenda) war Kaufmann, Handelsherr sowie Ratsherr und Baumeister in Leipzig.

## Leben
Hansen war von 1801 bis 1807 Vorsteher der Ratsfreischule in Leipzig als Nachfolger von Carl Wilhelm Müller.

## Familie

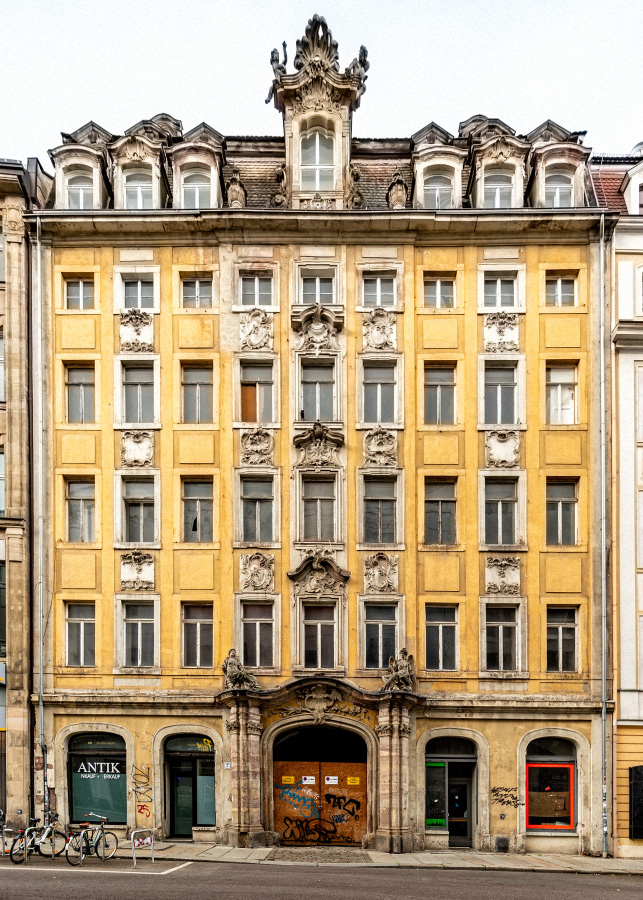
Hansen-Haus Leipzig, Katharinenstraße 19

Sein Vater war Jobst Heinrich Hansen (* 29. Juni 1697 zu Hildesheim; † 1758), Kaufmann und Ratsherr zu Leipzig. Er wuchs in Leipzig im Haus Katharinenstraße 19 auf.
Justus Hansen war der ältere Bruder des Kaufmanns und Ratsherren Friedrich Ludolph Hansen. Er war der Vater von  Henriette Jettchen Hansen (1771–1830), die am 6. Dezember 1797 Gottfried Schnetger geheiratet hatte und mit ihm ab 1806 bis zu ihrem Tod auf Schloss Machern lebte.